# Avocación (derecho administrativo)
La avocación es una técnica de derecho administrativo utilizada en la organización de la administración pública para la traslación del ejercicio de la competencia para resolver en un asunto concreto, desde un órgano jerárquicamente inferior hacia otro que sea superior. Se puede decir que la avocación es la técnica contraria a la delegación.
En esta figura, un órgano jerárquicamente superior es quien decide avocar el conocimiento de uno o varios asuntos, "quitándoselo" al órgano titular e inferior, pero sin llegar a ejercer la competencia. Cabe además destacar que esta técnica solo será efectiva entre órganos de una misma Administración.
Hay que señalar que la mayoría de las técnicas de alteración del ejercicio de las competencias, como puedan ser la delegación o la encomienda de gestión, hacen un traslado en bloque de la materia sobre la que verse la competencia. Dicho de otro modo, estas técnicas confieren a otros órganos una competencia de manera general y abstracta, mientras que la avocación solo supone la atribución del ejercicio de la competencia de resolución para un caso concreto y específico.